# Skallberget, Gideå
Skallberget, berg (259,1 m ö.h.) i Gideå socken i Örnsköldsviks kommun. Berget ligger norr om sjön Gissjön (106,3 m ö.h.), vilken ingår i Gideälvens vattensystem.
Berget är känt för Skallbergsgrottan, som ligger cirka 3 km väster om Gideå tätort. Grottan är känd som den största urbergsgrottan i Ångermanland. Den har gångar på cirka 220 meter. Ingångsskrevan är 70 meter lång och 24 meter djup. Berget som omger grottan har bildats för cirka 1,8 miljarder år sedan, Själva grottan har bildats då en diabasgång utpreparetrats i orsakad av inlandsis i flera omgångar. Grottan har slutligen fått sin form vid en jordbävning för c:a 9500 år sedan.
Skallberget är klassat objekt av riksintresse för naturvården.
Grottan beskrevs 1911 i Svenska Turistföreningens årsskrift.